# Emmet O'Neal
Emmet O'Neal, né le 23 septembre 1853 et mort le 7 septembre 1922, est un homme politique démocrate américain. Il est gouverneur de l'Alabama entre 1911 et 1915.

## Biographie
Son père Edward A. O'Neal est gouverneur de l’Alabama entre 1882 et 1886.

## Sources
- (en) Cet article est partiellement ou en totalité issu de l’article de Wikipédia en anglais intitulé « Emmet O'Neal » (voir la liste des auteurs).